# Йован Гелев
Йован (Иван) Недев Гелев, още известен като поп Шако (на македонска литературна норма: Јован Гелев), е духовник и деец на Народоосвободителната войска на Македония.

## Биография
Роден е на 8 ноември 1880 година в кавадаречкото село Дреново. Участва в Илинденско-Преображенското въстание от 1903 година. Делегат е на Първото заседание на АСНОМ и член на Президиума на АСНОМ. След Втората световна война става свещеник в църквата „Свети Димитър“ в Скопие. На 11 юли 1945 година е награден с орден „Братство и единство“ първи ранг. На 14 юли 1945 година е награден със златен нагръден кръст от патриарх Алексий II Московски.